# Magda Dobos B.
Magda Dobos B. (Magda Brauch; ur. 28 lutego 1937 w Timișoarze) – węgierska filolog. 
Ukończyła szkołę średnią w Aradzie i podjęła studia z zakresu języka i literatury węgierskiej na Uniwersytecie Babeșa i Bolyaia (Rumunia). Jej pierwsze badanie naukowe zostało upublicznione na łamach hungarystycznego czasopisma „Nyelv- és Irodalomtudományi Közlemények” (1970/2). Doktoryzowała się na podstawie rozprawy o metodzie redakcji nominalnej Dezső Kosztolányiego. Jej praca została zamieszczona w wydawnictwie zbiorowym Tanulmányok a magyar impresszionista stílusról (1976).
W 2008 roku została uhonorowana nagrodą Andrása Sütő.

## Wybrana twórczość
- A nominális szerkesztésmód a magyar impresszionista szépirodalomban (1979)
- Közös anyanyelvünkért. Nyelvművelő írások (2003)
- Beszélni kell! avagy Használjuk anyanyelvünket. Nyelvművelő írások (2006)
- Csíksomlyó hazavár. Antológia (2008)